# Huddinge (stacja kolejowa)
Huddinge – stacja kolejowa w Huddinge, w regionie Sztokholm, w Szwecji, znajduje się w systemie sztokholmskiego pendeltågu. Znajduje się tu 1 peron.